# الدین شاه کات
الدین شاه کات (به انگلیسی: Adin Shah Kot) در پاکستان است که در مناطق قبیله‌ای فدرال واقع شده‌است.

## خصوصیات
الدین شاه کات ۷۱۸ متر بالاتر از سطح دریا واقع شده‌است.